# ネットデイ
ネットデイ（もしくはネットディ、NetDay）とは、小中高等学校および特別支援学校に対して、コンピュータやネットワーク機材をコンピュータネットワークで結び、インターネットへの接続を実現するなど、IT環境の整備を提供する活動を指す。これらのコンピュータネットワークを授業に活用して学校教育に役立てようとするものである。

## ネットデイの起源
1990代に米国のシリコンバレーで始まった活動。 日本では1990代後半位からネットデイという活動が各地に広まってきている。ネットデイを実施するその学校の教員や保護者、関係者が中心となり実施されている。また一部のボランティアが参加する事もある。

## ネットデイの意義
学校のITネットワーク化ができ、情報処理教育を円滑に進める環境を整えることができる。またこのような活動を学校の保護者やボランティアの手で実施されることを通して、地域とのつながりを深めることができる。その他、経験の少ないシステムエンジニアやネットワークエンジニアがボランティアとして参加し、経験を積む場としての活用も期待される。

## 関連人物

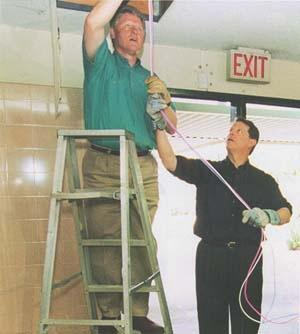
大統領・ビル・クリントン(左)と副大統領・アル・ゴア(右)がケーブルを接続する様子

- 伊東暁人
ネットデイしずおか代表。
- ビル・クリントン
- アル・ゴア
アメリカの1993年から2001年にかけての正副大統領。1996年3月9日にはイグナシオ・ヴァリー高等学校で行われたインターネットケーブルの接続工事に2人が参加する光景が、現地のメディアによって報じられている。